# Francis Bebey
Francis Bebey, född den 15 juli 1929 i Douala, Kamerun, död 28 maj 2001 i Paris, Frankrike, var en kamerunsk författare och musiker, en av Afrikas mest kända kompositörer och musikforskare. I sin musik förde han vidare traditionella mönster, och skrev sina sånger på modersmålet duala. Hans teoretiska och större skönlitterära verk är dock skrivna på franska.
Bebey fick sitt genombrott som författare med romanen Le Fils d'Agatha Moudio (1967), som belönades med Grand prix littéraire de l'Afrique noir. Av andra romaner kan nämnas La Poupée ashanti (1973) och Le Ministre et le griot (1992). Han gav även ut noveller och dikter, samt teoretiska verk som Musique de l'Afrique (1969).
Bebey arbetade länge för Unesco, turnerade i många länder som sångare och gitarrist och gav ut en rad album, till exempel Dibiyé (1997).